# Mārtiņš Pļaviņš
Mārtiņš Pļaviņš (8. maj 1985 i Riga i Lettiske SSR) er en lettisk beachvolleyspiller, der sammen med Jānis Šmēdiņš vandt en bronzemedalje ved Sommer-OL 2012 i London.
Pļaviņš dannede i 2004 makkerpar med Aleksandrs Samoilovs, og de repræsenterede som de første volleyballspillere nogensinde Letland ved Sommer-OL 2008 i Beijing, hvilket også blev enden på deres makkerskab. Dernæst dannede Pļaviņš makkerpar med Jānis Šmēdiņš, og de to vandt en bronzemedalje ved Sommer-OL 2012 i London.
Mārtiņš Pļaviņš er udnævnt til Officer af Trestjerneordenen.